# Regiune ultraperiferică
O regiune ultraperiferică (RUP) este un teritoriu al Uniunii Europene, dar situată în afara continentului european. RUP au fost recunoscute pentru prima oară într-o declarație anexată Tratatului de la Maastricht din 1992. Din 2009, ele au fost definite în articolul 349 al Tratatului privitor la funcționarea Uniunii Europene care precizează modul în care dreptul european poate fi adaptat.
Regiunile ultraperiferice fac parte din Uniunea Europeană, spre deoasebire de alte teritorii de peste mări, care depind de țări membre ale Uniunii Europene, denumite țări și teritorii de peste mări. (ȚTPM). Acestea din urmă nu fac parte din teritoriul comunitar, deși cetățenii lor posedă cetățenia unui stat membru al Uniunii. În plus, nici departamentele de peste mări (care sunt regiuni ultraperiferice), nici țările și teritoriile de peste mări nu fac parte din Spațiul Schengen (exceptând Azore, Canare și Madeira).

## Lista regiunilor ultraperiferice
De la 1 ianuarie 2017, există nouă regiuni ultraperiferice:
- o comunitate autonomă spaniolă: insulele Canare ;
- cinci departamente de peste mări sau Colectivități teritoriale unice franceze: Guyana Franceză, Martinica, Guadelupa, Mayotte și Réunion;
- o colectivitate de peste mări franeză: Saint-Martin ;
- două regiuni autonome portugheze: Azore și Madeira.

## Galerie

Insulele Canare (Spania)
Guadelupa (Franța)
Guyana (Franța)
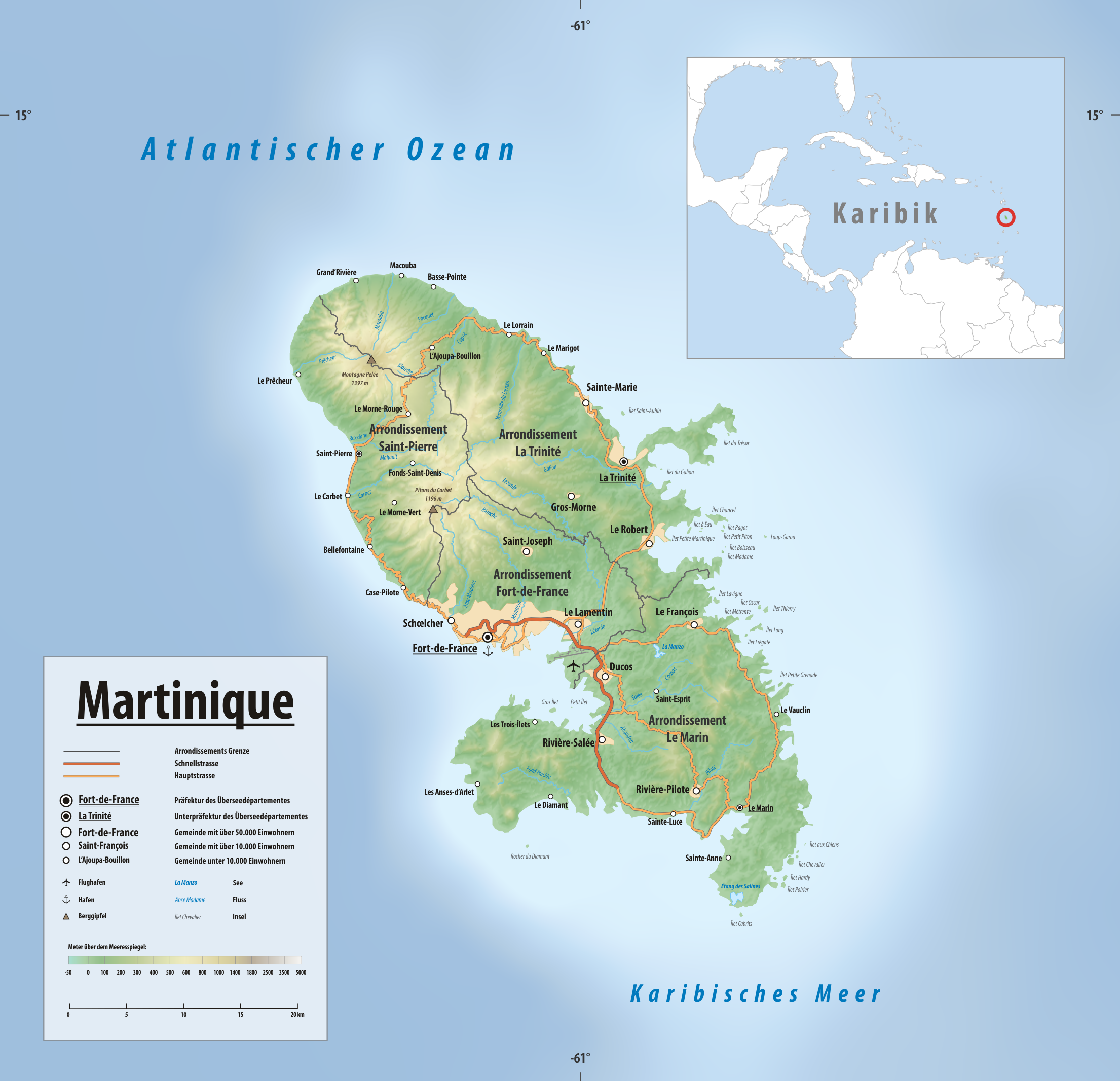
Martinica (Franța)
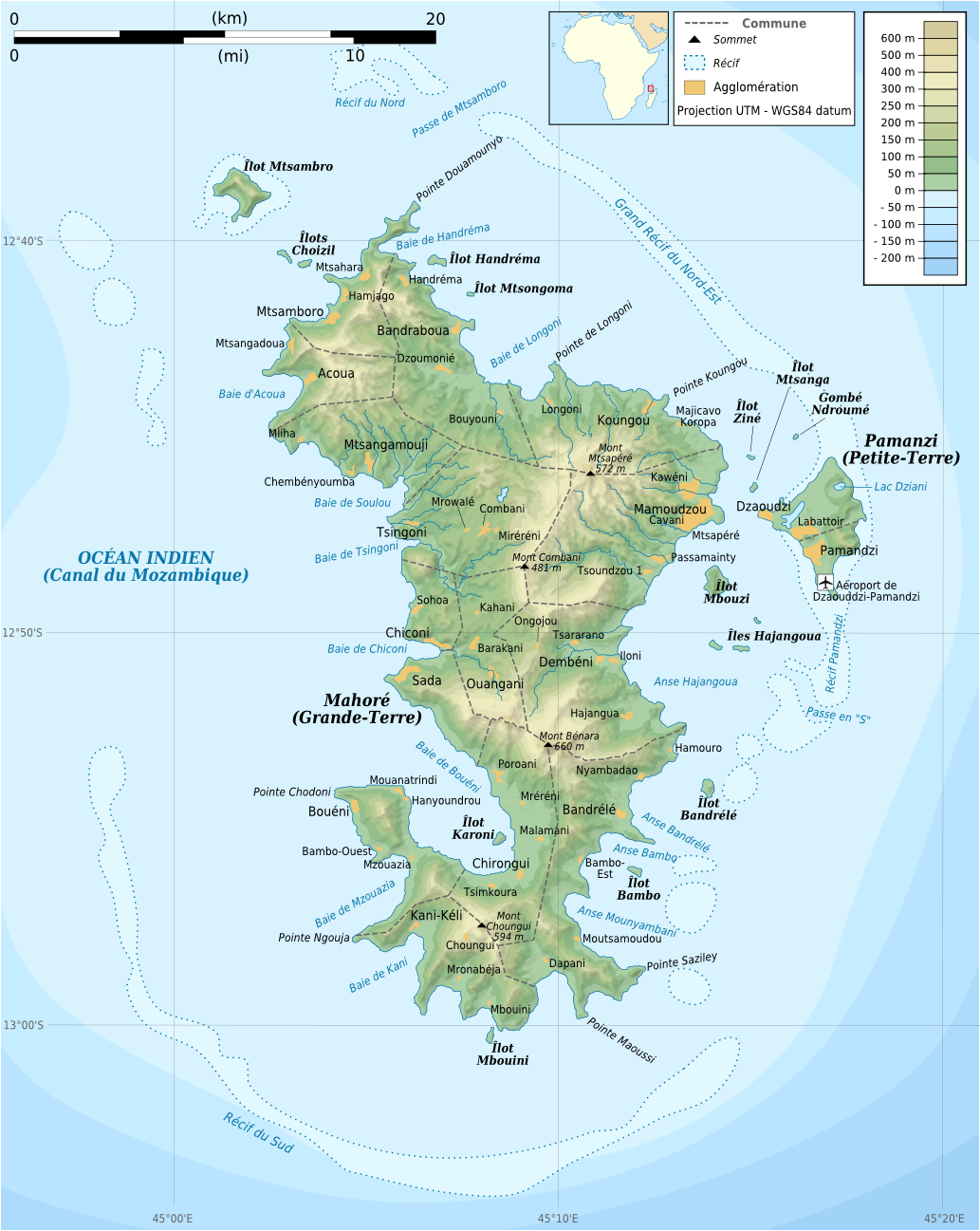
Mayotte (Franța)
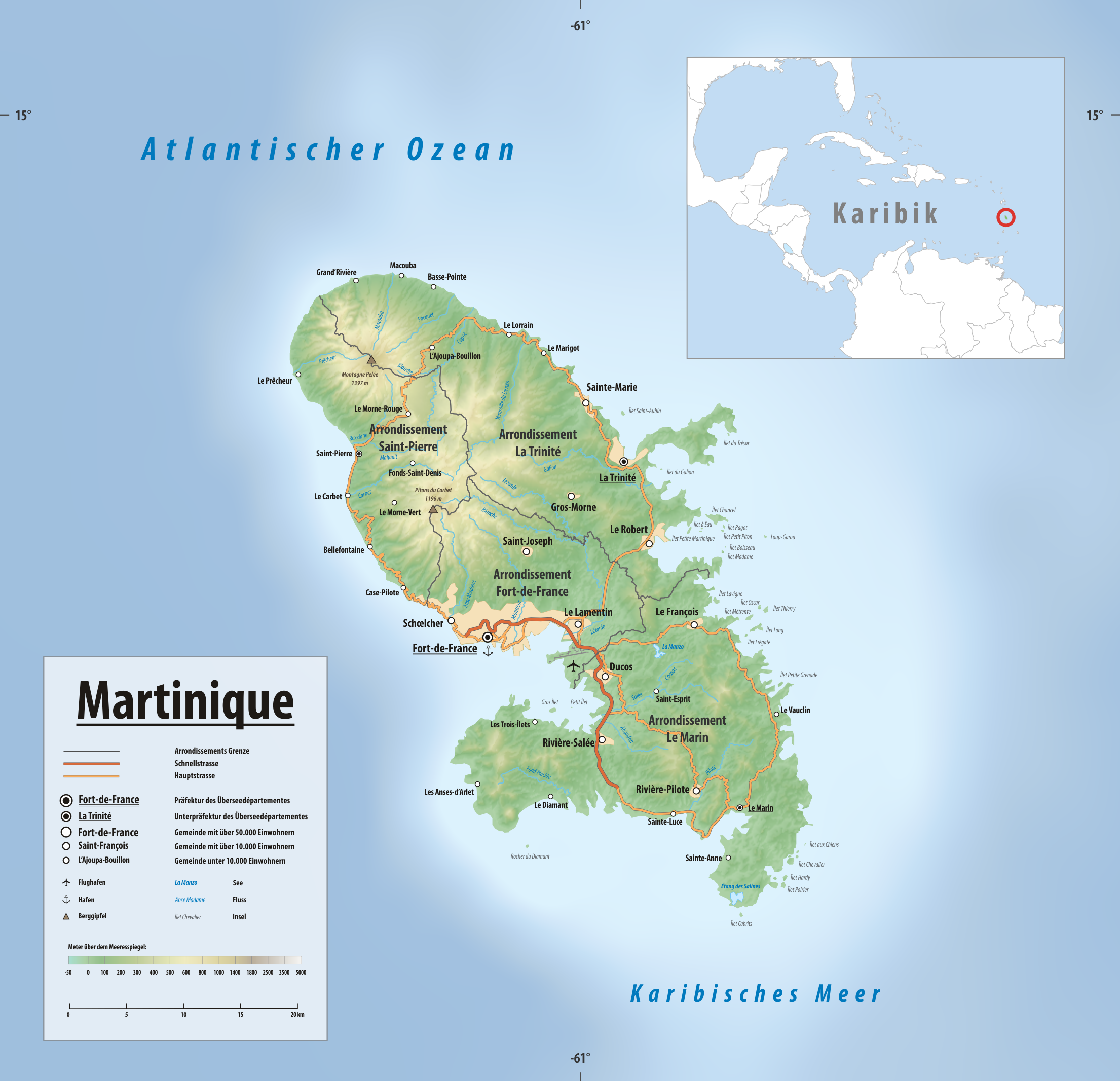
Réunion (Franța)
Saint-Martin (Franța)
Azore (Portugalia)
Madeira (Portugalia)

## Economie și demografie
Regiunile ultraperiferice însumează peste 4,5 milioane de locuitori și au primit 1,03 miliarde de euro pe an în cadrul Politicii Regionale a Uniunii Europene. Ele reprezintă o mare parte a teritoriului maritim al Uniunii Europene ceea ce îi permite, cu cele 25 milioane de kilometri pătrați, să ocupe primul rang mondial. Tot ele furnizează Uniunii Europene produse agricole exotice (rom, zahăr de trestie, banane etc.) și beneficiază, la rândul lor, de ajutoare din Programul de opțiuni specifice depărtării și insularității. Ele reprezintă aproape 80 % din biodiversitatea europeană.

## Statut
Existența lor a fost recunoscută de articolul 349 al Tratatului asupra Funcționării Uniunii Europene (TFUE) (fost Eurolex, articolul 299, paragraful 2, al Tratatului de Instituire a Comunității Europene).

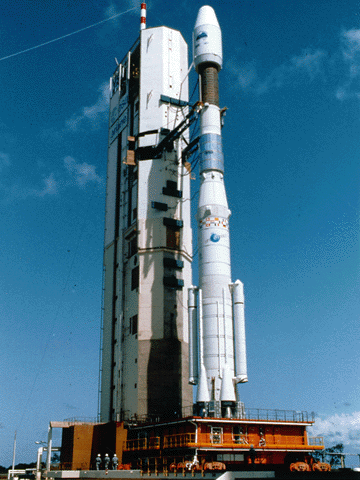
Rachetă Ariane la Centrul Spațial din Guyana, aproape de Kourou.

Statutul RUP atestă specificitatea acestor regiuni în raport cu restul UE. În fapt, dezvoltarea este făcută dificilă din cauza depărtării, insularitatea și dependența lor față de câteva producții (zahăr, banane etc.). În revanșă, ele permit aprovizionarea piețelor Uniunii Europene cu produse exotice, dar mai ales controlul asupra vastelor zone maritime care le înconjoară.